# Solenocera spinajugo
Solenocera spinajugo är en kräftdjursart som beskrevs av Hall 1961. Solenocera spinajugo ingår i släktet Solenocera och familjen Solenoceridae. Inga underarter finns listade i Catalogue of Life.